# Басистюк-Гаптар Ольга Іванівна
О́льга Іва́нівна Басистю́к-Гапта́р (нар. 19 серпня 1950, с. Поляни, Хмельницька область) — українська співачка (сопрано). Народна артистка України (1985), лауреат міжнародних конкурсів. Державна премія УРСР імені Тараса Шевченка (1987). Герой України (2010).

## Життєпис
У 1961 році сім'ю спіткало велике горе — в автомобільній катастрофі загинув батько, якому виповнилося лише 35 років. Важку ношу на свої плечі взяла мама Ольги. Вона робила все, щоб у доньки було більше часу для художньої самодіяльності і щиро раділа її успіхам. Закінчивши десятирічку, не знаючи навіть нотної грамоти, Ольга поїхала до Львівської консерваторії. На щастя, її прослухав завідувач кафедрою оперного співу, Народний артист України, професор Павло Кармалюк і напророчив їй бути оперною співачкою. Навчалася під керівництвом Заслуженої артистки України Людмили Жилкіної.
1974 року закінчила Львівську державну консерваторію, тепер Львівська національна музична академія імені Миколи Лисенка.
У 1975—1984 рр. — солістка Львівської філармонії.
1975-й рік став для Ольги Басистюк доленосним: на Міжнародному конкурсі вокалістів ім. Вілла Лобоса в Ріо-де-Жанейро вона здобуває першу премію і золоту медаль. Бразильська преса порівнювала красу її голосу із скрипкою геніального Страдіварі в руках неперевершеного скрипаля Давида Ойстраха. У 1976 році Ольга Басистюк отримує звання Заслуженої артистки України. У 1978 році отримує Золоту медаль на Міжнародному конкурсі грамзапису в Братиславі за ініціативою ЮНЕСКО.

Від 1984 солістка Національного будинку органної й камерної музики у місті Києві. у 1987 році отримала медаль ЮНЕСКО за видатні творчі заслуги.
23 травня 1993 виступала у Тернополі.
23 серпня 1995 року нагороджена відзнакою Президента України «Орден князя Ярослава Мудрого» V ступеня — перший Указ про нагородження новою відзнакою.
21 серпня 2010 року Указом Президента України В. Ф. Януковича № 856/2010 за визначні особисті заслуги перед Українською державою у розвитку музичної культури, піднесення міжнародного престижу вітчизняного пісенного мистецтва, багаторічну творчу діяльність і високу виконавську майстерність Ользі Іванівні Басистюк-Гаптар — артистці-солістці-вокалістці, провідному майстру Національного будинку органної та камерної музики України, народній артистці України присвоєно звання Герой України з врученням ордена Держави.

## Цікаві факти
Відому всім композицію у програмі «На добраніч, діти» колискова вечірня казка, УТ 1 виконує солістка Національного будинку органної та камерної музика, народна артистка України Ольга Іванівна Басистюк-Гаптар.